# Badumna arguta
Badumna arguta är en spindelart som först beskrevs av Simon 1906.  Badumna arguta ingår i släktet Badumna och familjen Desidae.
Artens utbredningsområde är Queensland. Inga underarter finns listade.